# Danza de la lluvia

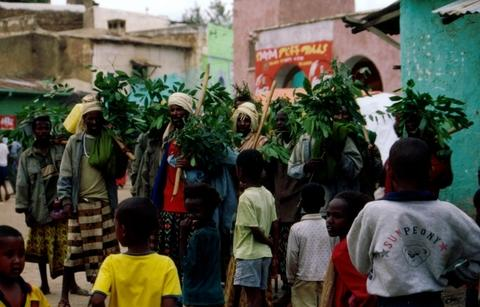
Danza de la lluvia ejecutada en la región de Harar, en la zona este de Etiopía.

La danza de la lluvia es una danza ceremonial que se ejecuta para invocar a la lluvia.
Numerosas culturas, que van desde el antiguo Egipto hasta ciertas tribus de Indígenas de América, cuentan con diversas interpretaciones de la danza de la lluvia. Aún en el siglo XX son practicadas en zonas de los Volcanes, en un ritual conocido como Paparuda (en rumano) o Perperuna (en lengua eslava).
Los cherokee, una tribu del sureste de Estados Unidos, efectuaban este tipo de danzas para promover la lluvia y para limpiar la tierra de espíritus malignos. La leyenda sostiene que la lluvia provocada por el ritual contiene los espíritus de antiguos jefes tribales que, al caer, se enfrentan a los espíritus malignos en el plano intermedio entre la realidad y el mundo espiritual.
Julia M. Butree, esposa de Ernest Thompson Seton, escribe en su libro sobre las danzas de la lluvia, entre estas describe las danzas de la gente indígena de América, en particular «la danza de la lluvia de los Zuñi».
Durante la ceremonia, los bailarines se adornan con plumas y turquesas que simbolizan el viento y la lluvia respectivamente. Muchas tradiciones de la danza de la lluvia han sido transmitidas a través de tradiciones orales.